# Jane Samson
Jane Dianne Samson (geboren 1962) ist eine kanadische Historikerin, spezialisiert in Geschichte des British Empire.

## Leben
Samson erhielt ihren B.A. (Klassische Wissenschaften und Geschichte) und M.A. (Geschichte) an der University of Victoria in den Jahren 1983 und 1986. Sie wechselte zu einem Postdoktorat an die University of London und hielt in den Jahren 1992 bis 1993 Vorlesungen am Birkbeck College in London. 1994 erlangte sie ihren Ph.D. in Geschichte mit einer Arbeit über ‚Protective supremacy‘: The Royal Navy. Pacific Islanders and the limits of benevolence, 1829–1859 an der University of London. Von 1994 bis 1996 arbeitete sie als Caird Research Fellow am National Maritime Museum in Greenwich und von 1997 bis 1998 als Senior Research Fellow am Institute of Commonwealth Studies, bevor sie 1998 nach Kanada zurückging und an der University of Alberta in Edmonton im Department of History and Classics als Hochschullehrerin tätig wurde.
London hatte ihr hervorragende Forschungsmöglichkeiten für ihr Spezialgebiet geboten, da hier das Nationalarchiv, die Foreign and Commonwealth Office migrated archives, das größte Museum für Seefahrtsgeschichte National Maritime Museum, das Kartenmaterial der Royal Geographical Society oder das Institut für Commonwealth-Studien in einer Stadt zusammenkommen. Sie schrieb über das Britische Empire, die Royal Navy, Missionierung im Pazifik, Indentur und Blackbirding.
Sie wurde 1994 als Fellow der Royal Geographical Society und 1998 als Fellow der Royal Historical Society gewählt.

## Schriften
- Ex aequo et bono Lord Mansfield and commercial law. 1986 (zugleich MA Dissertation).
- Victorian mission ethnography in the South Pacific. North Atlantic Missiology Project, University of Cambridge, Cambridge 1996.
- ‚Protective supremacy‘: The Royal Navy. Pacific Islanders and the limits of benevolence, 1829–1859. 1994 (zugleich Ph.D. Dissertation).
- Imperial benevolence. Making British authority in the Pacific Islands. University of Hawaii Press/Curzon Press, Honolulu/London 1998.
- Race and empire. Seminar Studies in History. Longman, London 2004.

Herausgeberschaften
- mit Alan Frost (Hrsg.): Pacific Empires. Essays in Honour of Glyndwr Williams. Melbourne University Press/UBC Press, Melbourne/Vancouver 1999.[2]
- (Hrsg.): The British empire. (Oxford Readers Series). Oxford University Press, Oxford 2001, ISBN 0-19-289293-2.
- (Hrsg.): British imperial strategies in the Pacific, 1750–1900. Ashgate Press, Aldershot 2003.

Beiträge (Auswahl)
- Rescuing Fijian women? The British anti-slavery proclamation of 1852. In: Journal of Pacific History, Band 30, 1995, S. 22–38 (JSTOR:25169248).
- British Voices and Indigenous Rights. Debating Aboriginal Legal Status in Nineteenth-Century Australia and Canada. In: Cultures of the Commonwealth, Band 2, 1996/97, S. 5–16.
- Imperial Benevolence. The Royal Navy and the Labour Trade, 1876–1872. In: The Great Circle, Band 18, 1997, S. 14–29.
- British Authority or ‚Mere Theory‘? Colonial Law and Native People on Vancouver Island. In: Western Legal History, Band 11, 1999, S. 39–63.
- Too Zealous Guardians? The Royal Navy and the south Pacific Labour Trade. In: David Killingray, David Omissi (Hrsg.): Guardians of Empire. University of Manchester Press, Manchester 1999, S. 70–90.
- Ethnology and Theology. Nineteenth-Century Mission Dilemmas in the South Pacific. In: Brian Stanley (Hrsg.): Christian Missions and the Enlightenment. Curzon Press, London 2001, S. 99–122.
- Landscapes of Faith. British Missionary Tourism in the South Pacific. In: Gareth Griffiths, Jamie W. Scott (Hrsg.): Mixed Messages. Materiality, Textuality, Missions. Palgrave, New York 2005, ISBN 978-0-312-29576-9, S. 89–109.